# Messerschmitt Me 262
El Messerschmitt Me 262, apodado Schwalbe (‘golondrina’ en alemán, en versiones de caza) y Sturmvogel (‘petrel’, en versiones de ataque), fue el primer avión de combate de reacción del mundo en entrar en servicio. Fue diseñado y construido en Alemania durante la Segunda Guerra Mundial y entró en servicio con la Luftwaffe en 1944 como avión de caza. Sin embargo, también fue utilizado para otras tareas incluyendo ataque a tierra, reconocimiento e incluso versiones de caza nocturno.
Es considerado el diseño aeronáutico alemán más avanzado que haya sido usado y según algunos historiadores fue un avión que podría haber recuperado la supremacía aérea para la Luftwaffe en la Segunda Guerra Mundial. No obstante, tuvo un bajo impacto en el curso de la guerra debido a su tardía introducción y al reducido número de unidades que entraron en servicio.

## Desarrollo

### Antecedentes
A pesar de la creencia popular generalizada a través del tiempo, no fue el primer avión con motor de reacción que voló. El privilegio del primer vuelo con motor a reacción corresponde al Coandă-1910 y años más tarde al Heinkel He 178, cuyo vuelo inaugural fue el 27 de agosto de 1939, cinco días antes de estallar la Segunda Guerra Mundial.
El primer turborreactor de intercepción con este tipo de motores fue el Heinkel He 280 que voló por primera vez en 1942 y con el que el Me 262 comparte algunas características. Sin embargo, la elección del proyecto de Messerschmitt en 1943 por el Alto Mando alemán supuso el fin del desarrollo del He 280.

### Proyecto
El desarrollo del Me 262 comenzó en otoño de 1938 con la designación "Projekt P.1065". De la mesa de diseño del equipo, bajo la dirección Dr. Woldemar Voigt y la supervisión de Wilhelm Messerschmitt, salieron los planos basados en el concepto de un caza-interceptor con dos motores gemelos a reacción. El diseño inicial contemplaba la ubicación del motor en medio del ala, el tren principal al centro en bahías trenzadas bajo la carlinga (cabina del piloto) y una forma de ala perpendicular al fuselaje. Tras de dos revisiones, se modificó la disposición del tren de aterrizaje principal en bahías confrontadas bajo la carlinga y una inclinación del ala en forma de flecha. De este modo se envió una propuesta concreta al ReichsLuftfahrtMinisterium (RLM) en mayo de 1940. En julio, el RLM ordenó la construcción de tres prototipos para ser impulsados por turborreactores BMW P-3302 de 600 kgf de empuje unitario.

### Prototipos

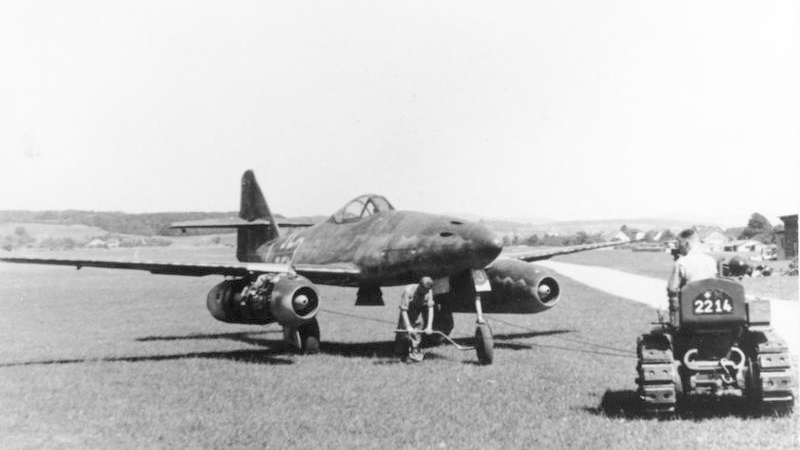
El piloto Hans Guido Mutke aterrizó de emergencia en Dübendorf (Suiza) con este Me 262 el 25 de abril de 1945.

Messerschmitt AG se encontraba retrasada en la carrera con Ernst Heinkel Flugzeugwerke AG por conseguir un avión de caza a reacción. La firma Heinkel presentó el He 280 el 2 de abril de 1941 con dos motores HeS8A de 585 kgf de empuje, cola de doble deriva y tren de aterrizaje tipo triciclo. Este fue el primer caza a reacción que voló. El precario rendimiento de sus motores, su inferior aerodinámica y los constantes enfrentamientos políticos entre Ernst Heinkel y el RLM marcaron el destino de este diseño. 
Después de las pruebas en el túnel de viento realizadas por Messerschmitt AG, se construyó el primer prototipo. Denominado Me 262 V1 (la "V" significa Versuch: experimental). La compañía BMW estaba teniendo problemas con sus motores, de modo que el aparato voló el 18 de abril de 1941 propulsado por un motor a pistón montado en el morro, un Junkers Jumo 210G de 710 CV (530 kW) de hélice bipala como única fuente de impulso. Unas semanas después, el 15 de mayo de 1941, el prototipo experimental Gloster E-28 británico realizó su primer vuelo. A pesar de esto, el RLM, impresionado con los resultados del proyecto, ordenó cinco prototipos más en julio de 1941. En noviembre de 1941, después de muchos problemas de desarrollo y construcción, en particular con las aleaciones utilizadas, se instalaron dos motores gemelos BMW 003 en las alas con 550 kgf de empuje lineal. El 25 de marzo de 1942, el piloto de pruebas Fritz Wendel echó a volar. Se retuvo el motor a pistón con el objeto de permitir el aterrizaje en caso de un fallo en los motores a reacción y éstos, efectivamente, fallaron. El avión sufrió serias averías en el aterrizaje, pero el piloto salió indemne; los álabes de la etapa de compresión habían fallado, lo que llevó a un rediseño completo del motor. Esto, sumado a otros problemas técnicos, causaría otros tres años de retraso antes de que la aeronave llegara a los escuadrones de caza de la Luftwaffe.
El desarrollo del segundo prototipo Me 262 V2 con motores Jumo-004A afrontó graves demoras, no siendo entregado hasta el 2 de octubre de 1942. Dichas demoras se debieron en parte al cambio en el diseño del motor a reacción desarrollado hasta entonces: un motor centrífugo. Los nuevos motores de empuje coaxial tenían un enfoque diferente para llegar al mismo objetivo. A pesar de los retrasos y problemas, el RLM ya había pedido quince Me 262s de preproducción en mayo de 1942, y treinta adicionales más en el pedido de octubre de 1942. 
Los problemas del motor a reacción inicial (BMW) obligaron al uso de un nuevo motor desarrollado por Junkers bajo la supervisión y diseño de Anselm Franz: el motor Jumo 004A. Más de un año después del vuelo inaugural del primer prototipo Me 262 V1, el 18 de julio de 1942 el piloto de pruebas, capitän Wendel, al mando de los controles del Me 262 V3, dotado con dos nuevos motores de preproducción Jumo 004A de 840 kgf de empuje unitario, el tercer prototipo del caza al fin voló sin motor de pistón. Sin embargo, el vuelo de prueba no transcurrió sin problemas. El ingeniero Ludwig Bölkow comentó en una entrevista que el morro del aparato no se levantaba adecuadamente para que pudiese despegar. Después de analizarlo, se pidió al piloto de pruebas que, al alcanzar la velocidad de 200 km/h, pisara los frenos para conseguir la inclinación del morro del avión con la inercia. Tal maniobra funcionó, el morro se inclinó y el Me 262 despegó, unas semanas después de que su competidor británico, el Gloster Meteor, entrara en escena. Tres semanas después, en su segundo vuelo, se estrelló. El problema sería resuelto de forma definitiva en el quinto prototipo, al cambiar el diseño original del tren de aterrizaje por uno de tipo triciclo.
El Gloster Meteor nunca entró en combate con el Me 262, ya que los británicos consideraban su desarrollo un secreto muy valioso para arriesgar su pérdida en territorio enemigo. Así que su misión principal consistió en defender el Canal de la Mancha. Desde cualquier aspecto observable, el Meteor quedaba en segundo lugar. Con un armamento de menor calibre era además, 210 km/h más lento, pesaba 690 kg más sin carga útil, tenía una potencia inferior en 250 kgf de empuje y por tanto una relación empuje/peso menor.

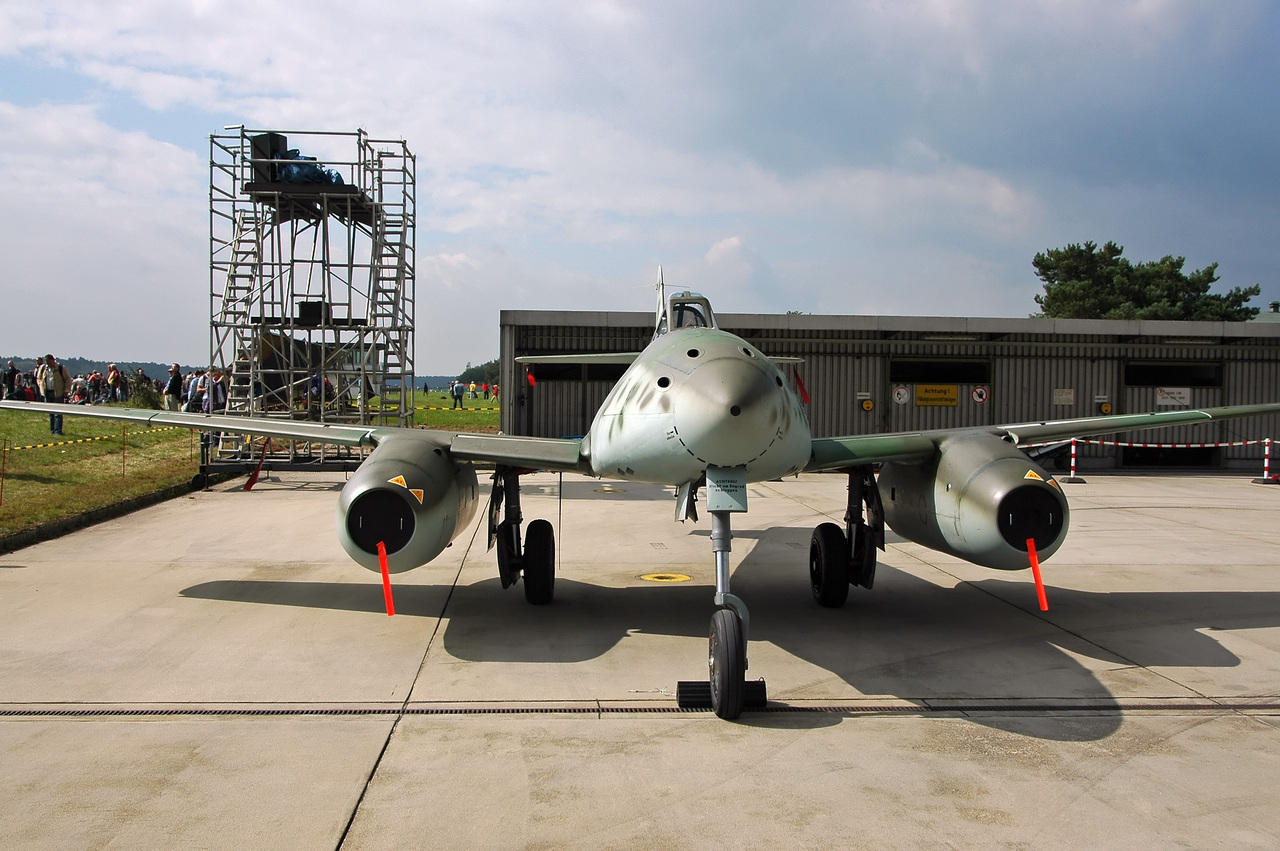
Vista frontal de un Me 262.

### Producción en serie
Los motores de flujo axial construidos en Alemania desarrollaban temperaturas elevadas que hacían que los componentes del motor fallasen en poco tiempo. En la década de 1940 sencillamente no existían aleaciones que soportaran tales condiciones, en el motor del Me 262 se consiguió una solución funcional, que no requería materiales estratégicos. Los álabes de las turbinas se fabricaban a partir de hojas de metal que se doblaban, dejando hueco el interior, por el que se hacía pasar aire de refrigeración procedente del disco del centro de la turbina. En las turbinas de estos turborreactores se presentaba un problema con la frecuencia propia de vibración de las piezas de las aspas de la turbina (álabes) y sus armónicos, que producía rupturas de los álabes a altas revoluciones. El primero en encontrar una solución para esto fue el ingeniero Max Bentele en el verano de 1942, en un turbocompresor de sobrealimentacíón DVL/Hirth instalado en unos motores V-12 Jumo 211 de un Heinkel 111, compresor en el que hubo roturas de álabes de la turbina en varias ocasiones. Para detectar las frecuencias de resonancia de los álabes y poder fabricar el motor con más fiabilidad, a uno de los diseñadores, Anselm Frank se le ocurrió usar a un violinista para que con su arco "tocara" las piezas, y determinar con ello a que frecuencia despedazaría el motor. Este fenómeno, y la forma de abordarlo, eran ya conocidos en los EE. UU., pues se había detectado en los álabes de las turbinas de vapor. Con las pruebas se pudo reajustar en diciembre de 1943 el turborreactor y construirlo en serie a partir de enero de 1944 con la denominación Jumo 004B, que garantizaba entre 50 y 200 horas de funcionamiento.
Muy a pesar de todos los problemas, el trabajo continuó y el resultado del desarrollo fue un avión caza con aspecto siniestro, el cual se asemejaba a un tiburón, con un vientre plano, alas en flecha positiva (inclinadas 18,5° hacia atrás) y dotadas con posterioridad de slats en el borde de ataque para mayor maniobrabilidad a bajas velocidades, dos motores poderosos colgados de las alas, cuatro cañones MK 108 de 30 mm montados en el morro, capaces de disparar 660 proyectiles por minuto y horadar los revestimientos de los bombarderos en más de un metro cuadrado de superficie por proyectil a una distancia de 450 metros. Versiones posteriores fueron dotadas de dos lanzadores ubicados debajo de las alas, cada uno con doce cohetes aire-aire R4M 'Orkan' (Tornado) giro-estabilizados de 55 mm y apuntados con la mira óptica Revi 16B (que también se usaba con el cañón MK 108). Bastaba el impacto de un solo cohete para derribar un bombardero. Su armamento no tenía rival en aviones Aliados y del Eje del mismo tipo. En resumen: un avión letal.
El 22 de mayo de 1943, el Generalleutnant Adolf Galland, jefe de mando de la Aviación de Caza, vuela el prototipo Me 262-V4, quedando tan entusiasmado que recomienda se ordene la producción inmediata de la aeronave. Con inspiración comentó: «Es ist, als ob ein Engel schiebt!» (¡Esto es como si un ángel empujase!). El RLM encarga 45 unidades de producción, pero este encargo experimenta demoras a causa de la carencia de un motor a reacción fiable.

### Cambio de especificaciones

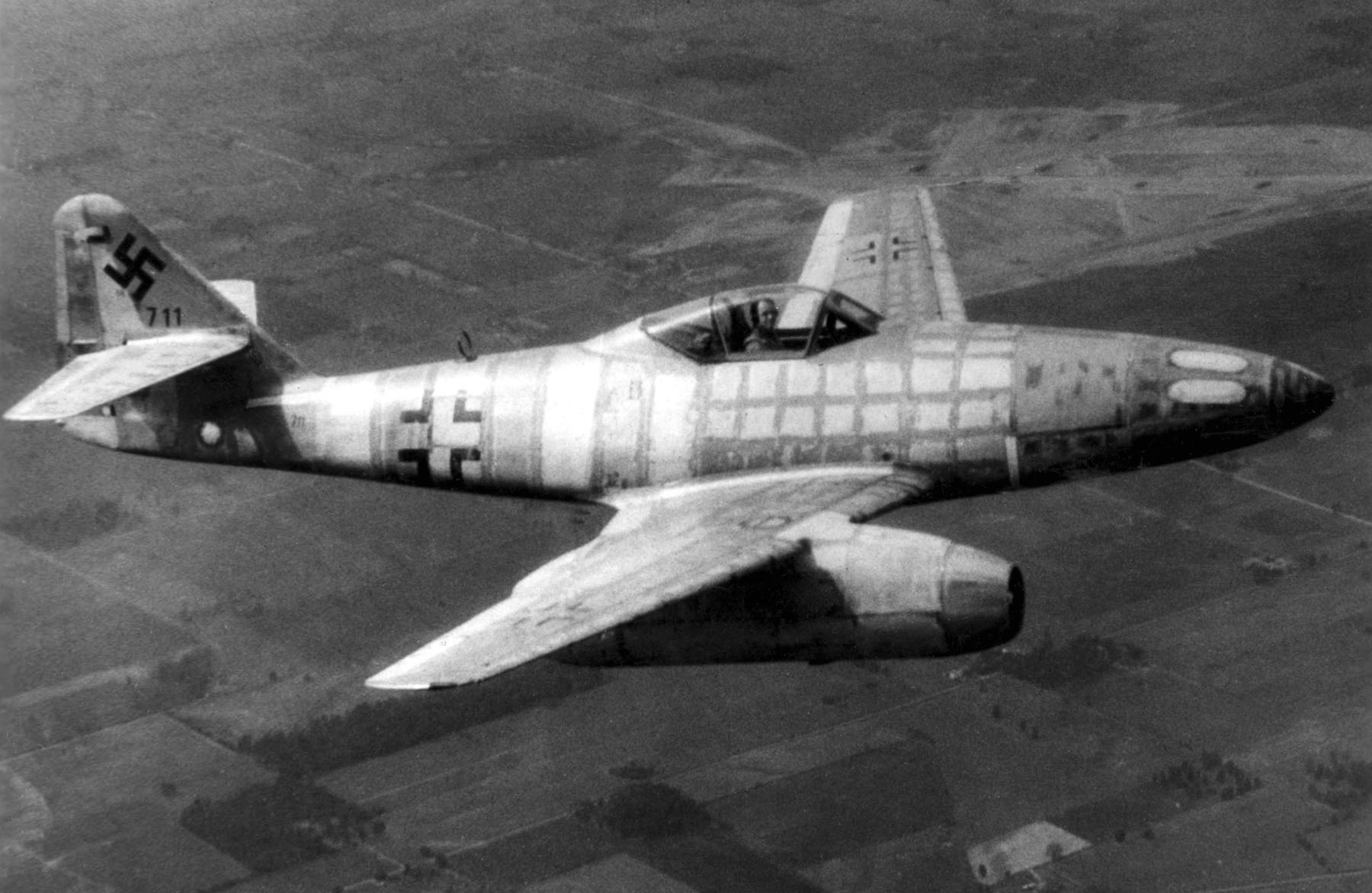
Me 262 capturado por Estados Unidos.

En el otoño de 1943, los Aliados desembarcaban en Italia y la ofensiva aérea anglo-americana sobre Alemania empezaba a crecer en intensidad. Hitler se empeñó en modificar el rol del Schwalbe al de avión de ataque. Pensaba que Alemania necesitaba un millar de bombarderos a reacción para detener una posible oleada de ataques aéreos, ya que los cazas existentes podían lidiar con los bombarderos aliados. Se ordenó su producción únicamente como avión de ataque. Esto deterioraba las prestaciones operacionales del avión, en especial su velocidad. El cambio en las especificaciones resultaría desastroso. A raíz de esta decisión, se ha suscitado una controversia acerca del desarrollo de este avión. Hay quienes sostienen que esto retrasó el programa, mientras que otros afirman que en realidad lo aceleró.
Las flotas aliadas de bombarderos destrozaban de forma sistemática Alemania y sus centros de producción bélica, entre ellos los dedicados a la fabricación de los Sturmvögel. Por lo tanto se hizo necesario el traslado de varias fábricas, con el consecuente retraso en la producción de los primeros aparatos operativos. Pero la creciente expansión y frecuencia del bombardeo estratégico aliado motivó al Generalleutnant Galland a proponer la construcción del avión Me 262 en grandes cantidades en el papel de caza de superioridad aérea, en contra de los deseos de Hitler de destinarlo a misiones de avión de ataque al suelo. Hitler, en contra de su voluntad, ordenó que uno de cada veinte Me 262s fuese fabricado como caza.
Finalmente, se hicieron entregas oficiales a mediados de abril de 1944 para dotar a los escuadrones de entrenamiento de la Luftwaffe. Cuando los Aliados se lo encontraron en combate en el verano de 1944, se quedaron asombrados ya que sus reactores apenas estaban en fase de prototipo. A pesar de su insuperable velocidad y potente armamento, que no tenían par entre los cazas aliados, tenía algunos puntos débiles que los aliados no dudaron en aprovechar. Entre ellos se encontraba la imposibilidad de realizar giros cerrados, y demora para disminuir la velocidad de aproximación a la pista, junto a la necesidad de que fuese larga para el despegue, siendo una táctica muy utilizada el atacarlos en estas fases. Lo anterior le colocaba en una posición muy vulnerable en estas fases operativas. Esto obligó a los comandantes de las bases aéreas alemanas a rodearlas de cinturones de artillería antiaérea y a la creación de escuadrones específicos de aviones Bf 109 y Fw 190 para la protección de los nuevos reactores Me 262s.
Las circunstancias llevaron a la modificación más radical del avión: caza nocturno. El 8 de octubre de 1944 Messerschmitt entregó los diagramas de diseño al RLM. De inmediato se iniciaron pruebas para el uso del radar FuG 218 Neptuno con el complejo de antenas Hirschgeweih («astas de ciervo») montado en el morro del avión, pero el prototipo V056 demostró la disminución de las prestaciones del aparato y posteriormente se estrelló. Con todo, se tomó la versión biplaza de entrenamiento Me 262/B-1a y se le adaptó este dispositivo, convirtiéndolo en la versión de caza nocturno Me 262/B-1a/U1, cuyos resultados fueron mortalmente satisfactorios. Los prototipos se contaron por decenas, entre los que se destacan aquellos con propulsión auxiliar por cohete, secciones de fuselaje extra para recuperar combustible, motores BMW 003A, cámaras de reconocimiento fotográfico y propuestas para el uso de antenas de radar más aerodinámicas, como Morgenstern o Berlín.

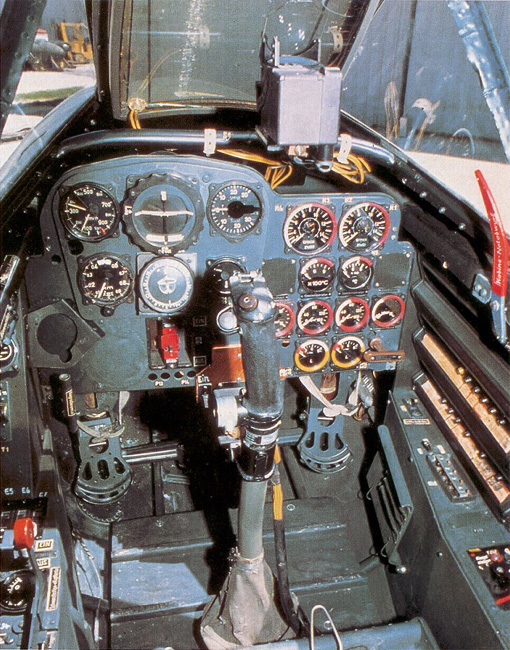
Vista frontal de la cabina de un Me 262.

## Variantes

### Versiones Me 262
- A-1a Schwalbe - versión de producción Jäger (caza) y Jabo (bombardero de ataque al suelo adaptado).
  - A-1a/R1 - versión de caza dotada con dos lanzadores ubicados debajo de las alas, cada uno con 12 cohetes aire-aire R4M 'Orkan' (Tornado) giro-estabilizados de 55 mm.
  - A-1a/U1 - único prototipo dotado de seis armas montadas en el morro, dos cañones de 20 mm MG 151, dos cañones de 30 mm MK 103 y dos cañones de 30 mm MK 108.
  - A-1a/U2 - único prototipo con radar FuG 220 Lichtenstein SN 2 y antena Hirschgeweih ordenado para pruebas de caza nocturno.
  - A-1a/U3 - versión de reconocimiento aéreo modificada en pequeñas cantidades, dotada de cámaras RB 20/30 montadas en el morro (en ocasiones una cámara RB 20/20 y una cámara RB 75/30). Algunos mantuvieron un cañón de 30 mm, pero en general estaban desarmados.
  - A-1a/U4 - dos prototipos con cañón Rheinmetall BK-5 de 50 mm montado en el morro.
  - A-1a/U5 - un prototipo con seis cañones de 30 mm montados en el morro (en servicio en el JV-44).
- A-1b - versión A-1a impulsada con motores BMW 003. Se sabe de dos aparatos dedicados a pruebas experimentales con velocidades de 800 km/h.
- A-2a Sturmvogel - versión definitiva de avión de ataque dotada de dos cañones.
  - A-2a/U1 - único prototipo dotado de mira de bombardeo avanzada.
  - A-2a/U2 - dos prototipos con morro transparente para oficial de bombardeo.
- A-3a - versión propuesta de bombardero de ataque
- A-4a - Versión de reconocimiento aéreo.
- A-5a - Versión de reconocimiento aéreo definitiva usada en pequeñas cantidades hacia el final de la guerra.
- B-1a - Avión de entrenamiento de dos asientos.
  - B-1a/U1 - B-1a Avión de entrenamiento adaptado en forma provisional como caza nocturno utilizando radar FuG 218 Neptuno
- B-2 - Propuesta de caza nocturno de fuselaje estrecho.
- C-1a - único prototipo de caza interceptor dotado de cohetes de despegue Walter en la cola denominado Heimatschützer (Protector de la patria).
- C-2b - único prototipo de caza interceptor dotado de cohetes de despegue BMW en los motores.
- C-3a - único prototipo de caza interceptor dotado de cohetes de despegue Walter en el vientre del avión.
- D-1 - versión propuesta con montajes de morteros Jagdfaust.
- E-1 - versión propuesta en el armamento de la versión A-1a/U4.
- E-2 - versión propuesta con montajes de cuarenta y ocho cohetes aire-aire R4/M 55 mm giro-estabilizados.

### Versiones de posguerra
- Avia S-92 - Versión checa del A-1a
- Avia CS-92 - Versión checa del B-1a

### Diseños basados en el Me 262
Japón
- Nakajima Kikka.[7]
- Nakajima Ki-201.

Unión Soviética
- Sujói Su-9B
- Sujói Su-11

### Réplicas
- A-1c - Réplica estadounidense con capital privado basada en la versión A-1a
- B-1c - Réplica estadounidense con capital privado basada en la versión B-1a
- A/B-1c - Réplica adaptable estadounidense con capital privado basada en las versiones A-1a y B-1a

## Operadores
Alemania nazi

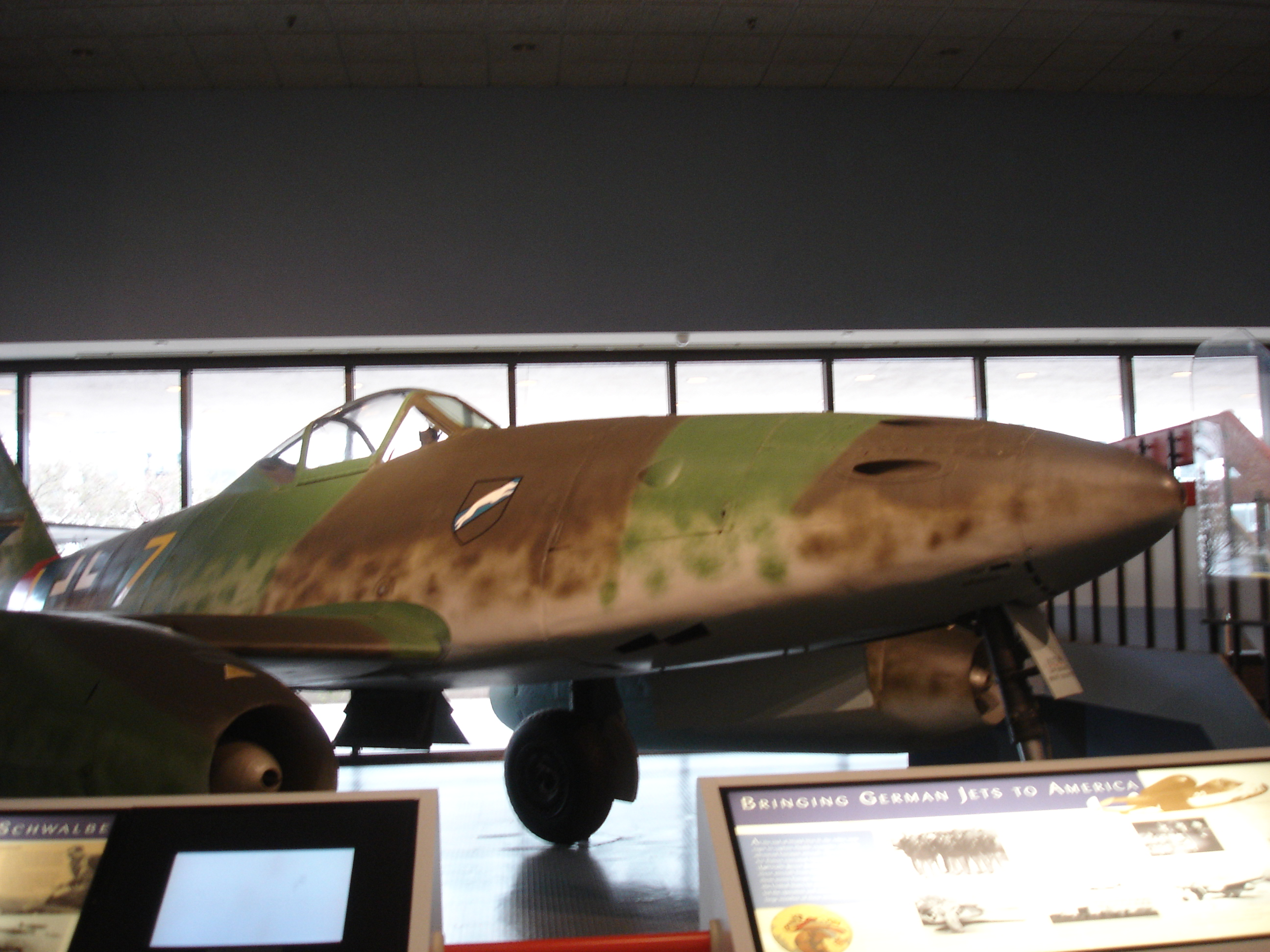
Un Messerschmitt Me 262 superviviente en el Smithsonian Institute como parte del Museo Nacional del Aire y el Espacio.

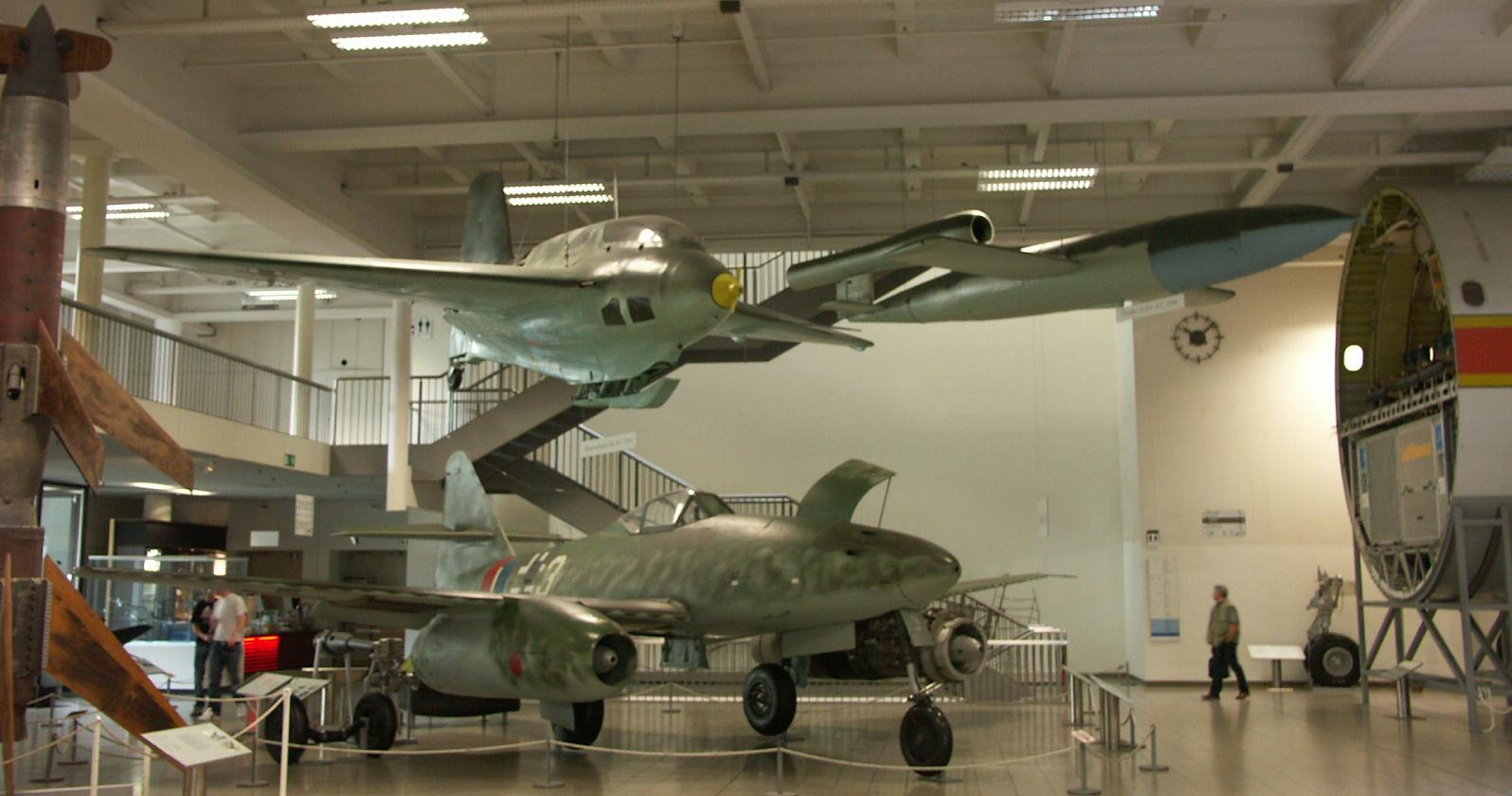
Me-262 en el Deutsches Museum junto a un Messerschmitt Me-163 Komet.

- Luftwaffe. El Me 262 fue entregado a los siguientes escuadrones a partir de 1944:
  - Erprobungskommando 262 (EKdo 262) III./ZG 26 (Escuadrón de entrenamiento)
  - Einsatzkommando Schenk (E 51) 3./KG 51 "Edelweiß"
    - I./KG 51
    - II./KG 51
    - IV./(Erg.)51

  - Kommando Nowotny III./JG 6
  - Ergänzungsjagdgeschwader 2 - EJG 2
  - Kampfgeschwader (Jagd) 54 - KG(J)54
    - I./KG(J)54
    - II./KG(J)54
    - III./KG(J)54

  - Kommando Welter  10./NJG 11
  - Nahaufklärungsgruppe 6 - NAGr.6
  - Jagdgeschwader 7 - JG 7 (El escuadrón más efectivo de Me 262, con más de 200 derribos)
    - I./JG 7
    - II./JG 7
    - III./JG 7

  - Jagdverband 44 - JV 44 (Los "Experten" de Galland)

Checoslovaquia
- Fuerza Aérea Checoslovaca. Posguerra, nueve S-92 y tres CS-92.

Estados Unidos
- USAAF capturó varios ejemplares que fueron llevados a suelo estadounidense para ser estudiados y usar su tecnología de sus motores a reacción.[8]

## Historia operacional

### Resumen operacional
Producido en serie durante la Segunda Guerra Mundial, entró en combate a partir de julio de 1944 en el papel de caza-interceptor, bombardero de ataque, avión de reconocimiento y caza nocturno. Se estima que de los 1433 construidos, solamente unos 300 entraron en combate, derribando cerca de 509 aviones aliados, aunque en ocasiones se afirma que fueron más, con una pérdida aproximada de 100 reactores (la mayor parte de ellos estacionados en tierra por falta de combustible). Aunque no tuvo un impacto profundo en el desarrollo del conflicto, como caza era 193,2 km/h más rápido que el famoso interceptor North American P-51 Mustang y en misiones de ataque al suelo destacó por su eficacia, demostrando ser un arma soberbia durante las etapas finales de la Segunda Guerra Mundial. Influyó en el desarrollo del avión a reacción tanto en el ámbito militar como civil durante la posguerra. Cuando la golondrina acelera en vuelo para atrapar insectos, se revela como uno de los pájaros más veloces al cazar, de ahí el sobrenombre dado al Me 262.

### Bautismo de fuego
Un hito en la Historia Militar se marcó el 25 de julio de 1944 cuando el teniente Alfred Schreiber entró en combate por primera vez con un reactor Me 262, al interceptar un avión Mosquito británico al mando del teniente A. E. Wall, perteneciente al Escuadrón n.º 544 de la RAF, que volaba en misión de reconocimiento sobre Múnich. Wall trató de realizar una maniobra de evasión usando la tradicional potencia del Mosquito pero, para su sorpresa, su contendiente se acercaba de manera implacable. Al cabo de cinco intentos por parte del piloto alemán, escapó por poco de ser derribado, aunque terminó por estrellarse al intentar aterrizar en Fermo (Italia). De igual forma, un Me 262 fue interceptado cerca de Bruselas el 28 de agosto de 1944 por un par de P-47 Thunderbolt de la USAF, convirtiéndose en el primer avión de esta clase perdido en acción.

### Síntesis estratégica

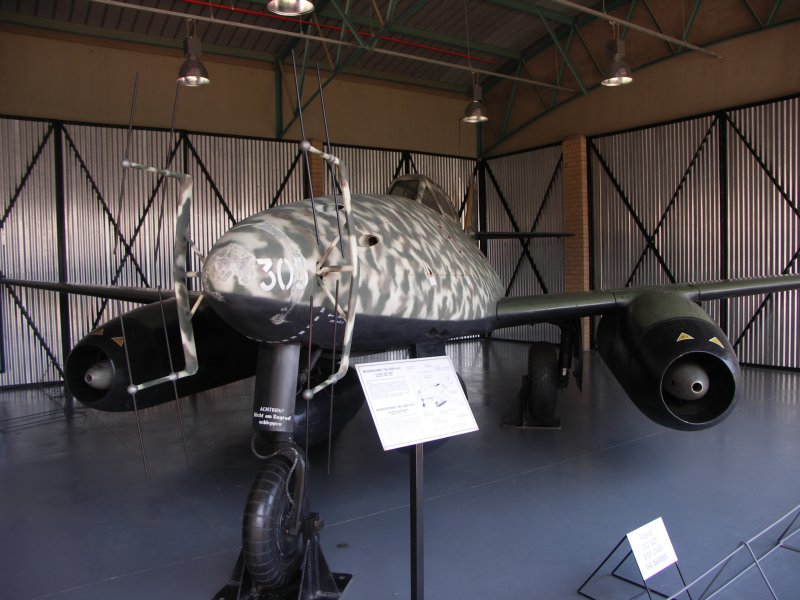
Caza nocturno Me 262B-1.

El Erprobungskommando 262 (EKdo 262) tenía su base desde el 19 de diciembre de 1943 en Lechfeld, Baviera (lugar en donde luego se establecería en 1945 un escuadrón de Heinkel He 162), cuya tarea principal era el entrenamiento de pilotos, y fue el primer escuadrón en recibir dieciséis ejemplares del reactor en abril de 1944. A medida que la Luftwaffe recibía más aviones, establecía nuevos escuadrones, pero el ritmo de entrega era lento. En septiembre de 1944, el EKdo 262 se transformó en Kommando Nowotny III./JG 6 y se trasladó a la línea de frente francesa, cerca de Osnabrück, al oeste de Alemania. Desde allí se concentró en operaciones de caza diurna.
El I./KG(J)54, con base en Wurzburgo fue el primer escuadrón de caza diurno oficial en entrar en operaciones, pero su inauguración fue un desastre, perdiendo seis aviones en la primera incursión. Muchos de los pilotos carecían del suficiente entrenamiento (en algunos casos, los pilotos solo contaban con unas pocas horas de vuelo) y este era un avión inmisericorde con los errores de los novatos. Los novedosos motores jet daban también problemas, como fue el caso de Nowotny y hubo también algunos accidentes, como el de Johannes Steinhoff, a quien se le reventó un neumático en la pista.
A finales de 1944 se estableció el 10 Staffel Nachtjagdgeschwader 11 (Kommando Welter  10./NJG 11), dotado de cazas Me 262/B-1a/U1 y ubicado en las afueras de Berlín, que derribó trece Mosquito británicos en el primer trimestre de 1945. Este caza biplaza contaba con el radar de 50 kg FuG 218 Neptuno y la antena Hirschgeweih de 2 kW fabricado por Siemens/FFO; funcionaba entre 158 y 187 MHz con un alcance inicial de 120 m y hasta 5000 m, convirtiendo a este aparato en un cazador nocturno mortal.
Durante el mes de febrero de 1945, un solo piloto del II./JG 7, Rudolph Rademacher, abatió ocho aviones (dos cazas y seis bombarderos). El objetivo principal del Me 262 se concentró en las formaciones de bombarderos Aliados. Sus cuatro cañones de 30 mm, unidos a la posterior incorporación de cohetes aire-aire R4M, hacían de este avión una herramienta eficaz contra las formaciones de bombarderos Aliados atacantes. El piloto con mayor número de victorias reclamadas en un Me 262B-1a/U1 fue el Oberleutnant Kurt Welter con veintinueve derribos, entre los que se cuentan dos bombarderos Lancaster y veintisiete Mosquito británicos.

#### JV 44

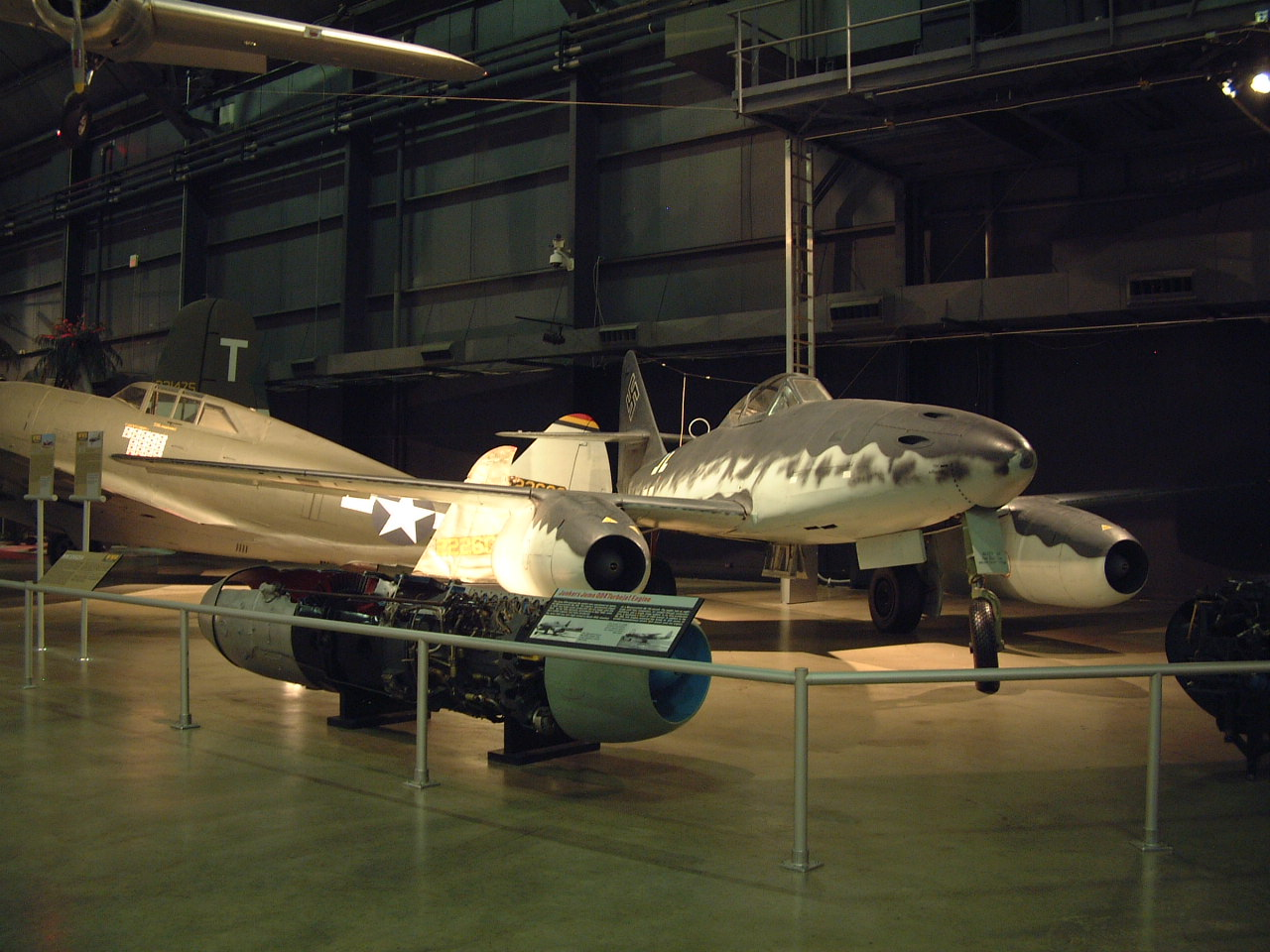
Caza Me 262A y detalle de la turbina Junkers Jumo 004B.

El criterio incisivo del Generalleutnant Galland, su cercanía y acceso al Führer y su comportamiento social generaron con el tiempo roces con Hermann Göring, Mariscal del Reich y jefe absoluto de la Luftwaffe, quien aprovechó tales circunstancias para destituirle como Jefe del Mando de Aviación de Caza, bajo detención domiciliaria. Los jefes de los escuadrones alemanes protagonizaron una pequeña revuelta en contra de ésta y otras decisiones del RLM, cuyo portavoz fue el coronel Günther Lützow, quien exigió "que todos los Messerschmitt 262 sean destinados de inmediato a unidades de caza, en vez de a misiones de ataque al suelo". Este episodio casi le cuesta la vida, pero Göring accedió a la petición, si bien de mala gana. La tabla de entrega de aviones que al lado aparece, muestra cómo, a partir de enero de 1945, la directriz de producir el avión como caza facilitó su fabricación y despacho, teniendo en cuenta que para la época sus partes modulares eran transportadas en camiones, carros tirados a caballo y hasta bicicletas para luego ser ensambladas en talleres diseminados por el bosque, lejos de los ojos y bombas de los Aliados.
Hitler medió en el asunto y ante la imposibilidad de restituir en su cargo a Galland, Göring accedió a entregarle una nueva ala de caza dotada de Me 262, autónoma en la parte operacional y dependiente para suministros de la Luftwaffe. Tal unidad se llegó a conocer como Jagdverband 44 o JV44. Para tal efecto, el general asumió el mando del escuadrón y reclutó a los mejores ases disponibles en el momento, los cuales acudieron por cuenta propia, sin órdenes previas, a la llamada de su comandante. Este grupo de Experten, pilotos de élite cuyo punto en común era haber recibido la Cruz de Caballero de la Cruz de Hierro, empezó a entrenarse en el uso del caza a reacción bajo la responsabilidad de Johannes Steinhoff. Pese a la corta duración de esta unidad, sus pilotos la convirtieron en legendaria, logrando, junto con los pilotos de la versión de caza nocturno, que el reactor se ganara la reputación de "matador de bombarderos". Galland se anotó siete derribos en el escuadrón así: un caza Lockheed P-38 Lightning, un bombardero Consolidated B-24 Liberator, un bombardero Boeing B-17 Flying Fortress y cuatro bombarderos Martin B-26 Marauder (dos de ellos utilizando cohetes R4M 'Orkan').
| Año/Mes | Ene | Feb | Mar | Abr | May | Jun | Jul | Ago | Sep | Oct | Nov | Dic |
| ------- | --- | --- | --- | --- | --- | --- | --- | --- | --- | --- | --- | --- |
| 1944    | -   | -   | 1   | 15  | 7   | 28  | 58  | 15  | 94  | 118 | 101 | 131 |
| 1945    | 228 | 296 | 240 | 101 | -   | -   | -   | -   | -   | -   | -   | -   |

Cuando la guerra tenía los días contados, en mayo de 1945, el Generalleutnant Galland deseó rendir su unidad y los cazas Me 262s del JV44 a los Aliados. Sin embargo fue alcanzado y herido en una misión de combate contra bombarderos estadounidenses A-20G a manos de un P-47 Thunderbolt el 26 de abril de 1945, siendo reemplazado en el mando del escuadrón JV44 por el teniente coronel Heinz Bär quien, por cierto, tuvo un número de derribos significativos (para engrosar su lista total de 221) anotados con un avión Me 262A-1a (caza diurno): dieciséis (los tres últimos con el JV44). 
El 1 de mayo de 1945, Galland envió una nota al general Eisenhower, comandante en jefe de los ejércitos Aliados en el teatro europeo, manifestando sus intenciones de entregarles material de guerra y aceptar la rendición, pero al parecer la información se filtró a las SS, quienes se interpusieron a tal proceder. Ante el avance del Séptimo Ejército estadounidense, el personal del escuadrón JV44 colocó granadas en los motores de veinticuatro aviones Me 262, con su consecuente destrucción.

### Epílogo

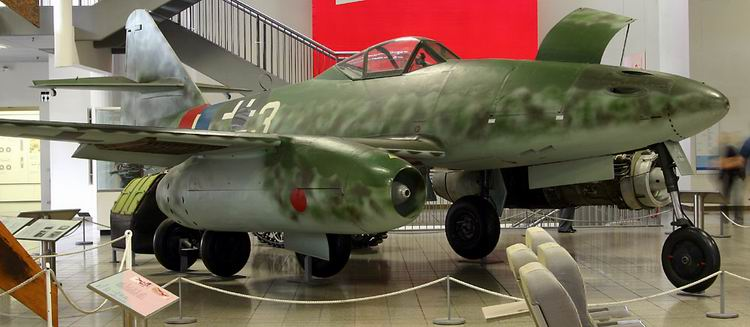
Messerschmitt Me 262A-1a/R1 expuesto en el Deutsches Museum de Múnich.

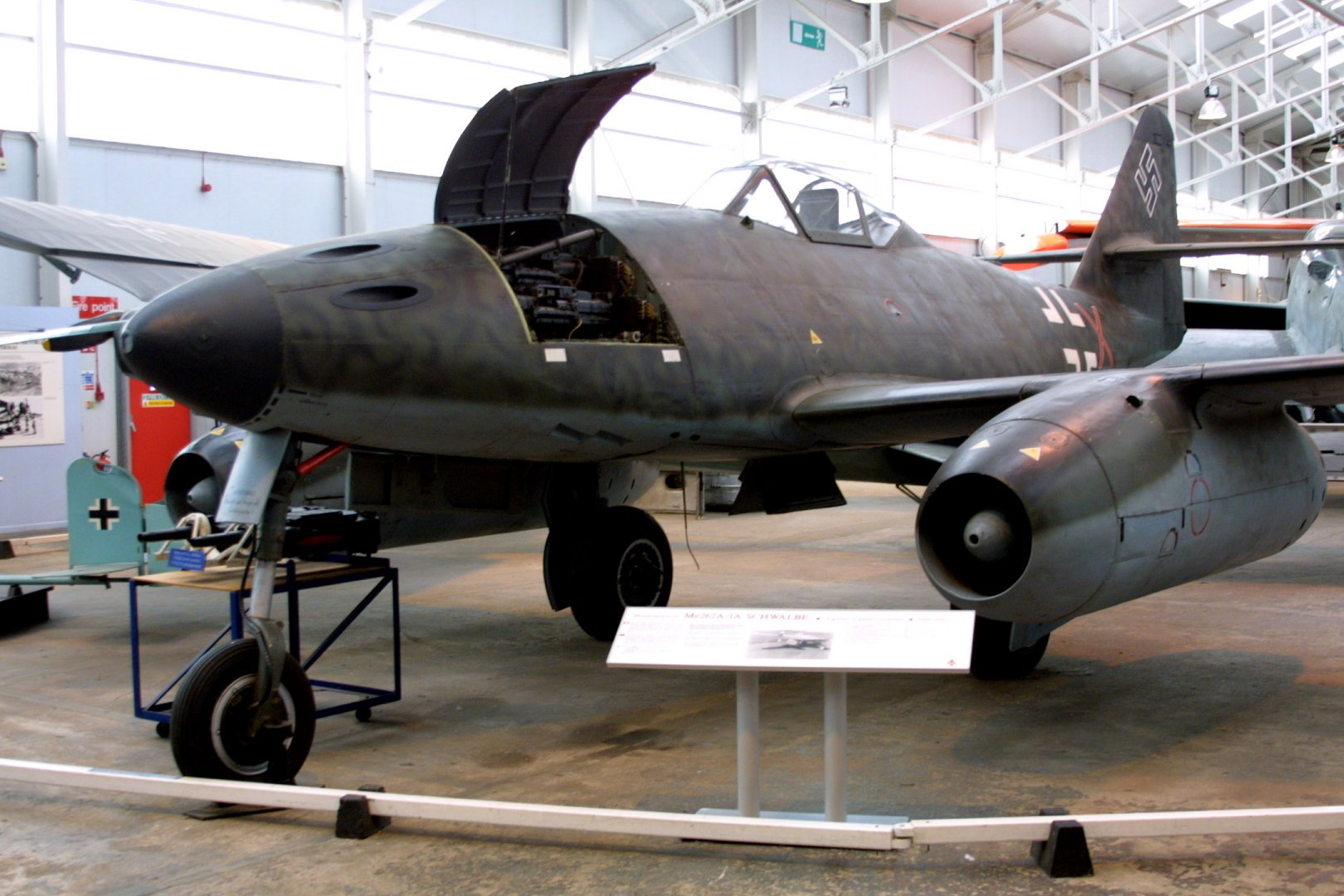
Me 262 A-1a Museo Aeroespacial de la Fuerza Aérea Real de Cosford, Gran Bretaña (2002).

Cuando el Me 262 tomó por asalto los cielos de Europa con su enorme superioridad, se presentó como caza-bombardero, caza-interceptor, caza nocturno (con un asiento para el oficial de radar) y avión de ataque. Futuras versiones incorporarían despegue asistido por cohetes, alas en flecha positiva de mayor incidencia con deriva (cola) en "V", bombas planeadoras a control remoto y cañones antitanque. La mayoría de los prototipos se encontraban en abril de 1945 en etapa de desarrollo y pruebas.
Pero esto no fue suficiente y ya era demasiado tarde para cambiar el balance de poder del frente europeo. La escasez crítica de medios de producción, pilotos entrenados o combustible de los que adolecía Alemania hacia el final de la guerra, contribuyeron en conjunto a forzar la operación de las unidades de caza en bases instaladas sobre la marcha a lo largo de la Autobahn, la principal autopista de Alemania, donde se encontraron gran cantidad de ejemplares abandonados al final de la guerra.

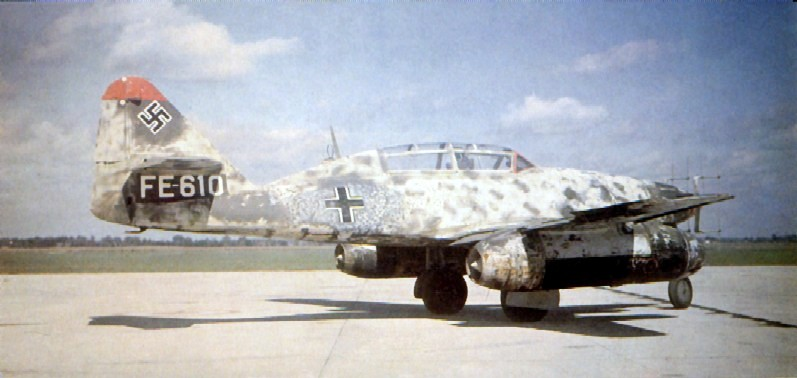
Me 262B-1a/U1 caza nocturno adaptado para entrenamiento en pruebas de posguerra por la Fuerza Aérea de Estados Unidos.

En el Japón, que a través de un submarino alemán recibió desarmado un ejemplar completo de un Me 262, se construyó una versión modificada más pequeña para utilizarla como avión de ataque. De igual modo que su hermano alemán, el Nakajima Kikka poco pudo hacer, debido a que de los dos prototipos construidos, solo uno llegó a volar el 7 de agosto de 1945, un día después del lanzamiento de la bomba atómica sobre Hiroshima, mientras que el otro nunca voló, siendo capturado por los estadounidenses.
Este producto de la fábrica Messerschmitt AG cayó en manos de los Aliados tras el final de la contienda en la forma de todos aquellos ejemplares que pudieron capturar. Los estadounidenses organizaron una operación de nombre código LUSTY, bajo el mando del coronel Harold Ernest Watson, para realizar el acopio de todos los ejemplares de los Me 262 que encontrasen, trasladarlos a Cherburgo -Francia- y embarcarlos a bordo del portaaviones británico HMS Reaper con destino a Estados Unidos para su evaluación. Los británicos llevaron para sí ejemplares del mismo, uno de ellos pilotado por el capitán Eric Brown, jefe de pruebas de la RAF en Farnborough. El capitán Brown, en una entrevista para la serie de televisión Warplane (Granada Production, 2006), afirmó que en su opinión, «por mucho, fue el avión más formidable de la Segunda Guerra Mundial». Tras múltiples análisis de evaluación y desempeño, uno de los ejemplares terminó en el Museo Aeroespacial de la Fuerza Aérea Real de Cosford, Gran Bretaña. Los soviéticos hicieron otro tanto.
Después de la guerra, la fábrica checa AVIA continuó ensamblando versiones del modelo de caza monoplaza y biplaza con partes del inventario sobrante del Reich alemán hasta comienzos de la década de 1950, cuando la producción cesó en favor de otros tipos, entre ellos el MiG-15. Un puñado de aviones sobrevivió para contar la historia y fueron destinados a diferentes museos en Alemania, Gran Bretaña, Australia, Sudáfrica, Estados Unidos y República Checa.

## Actualidad

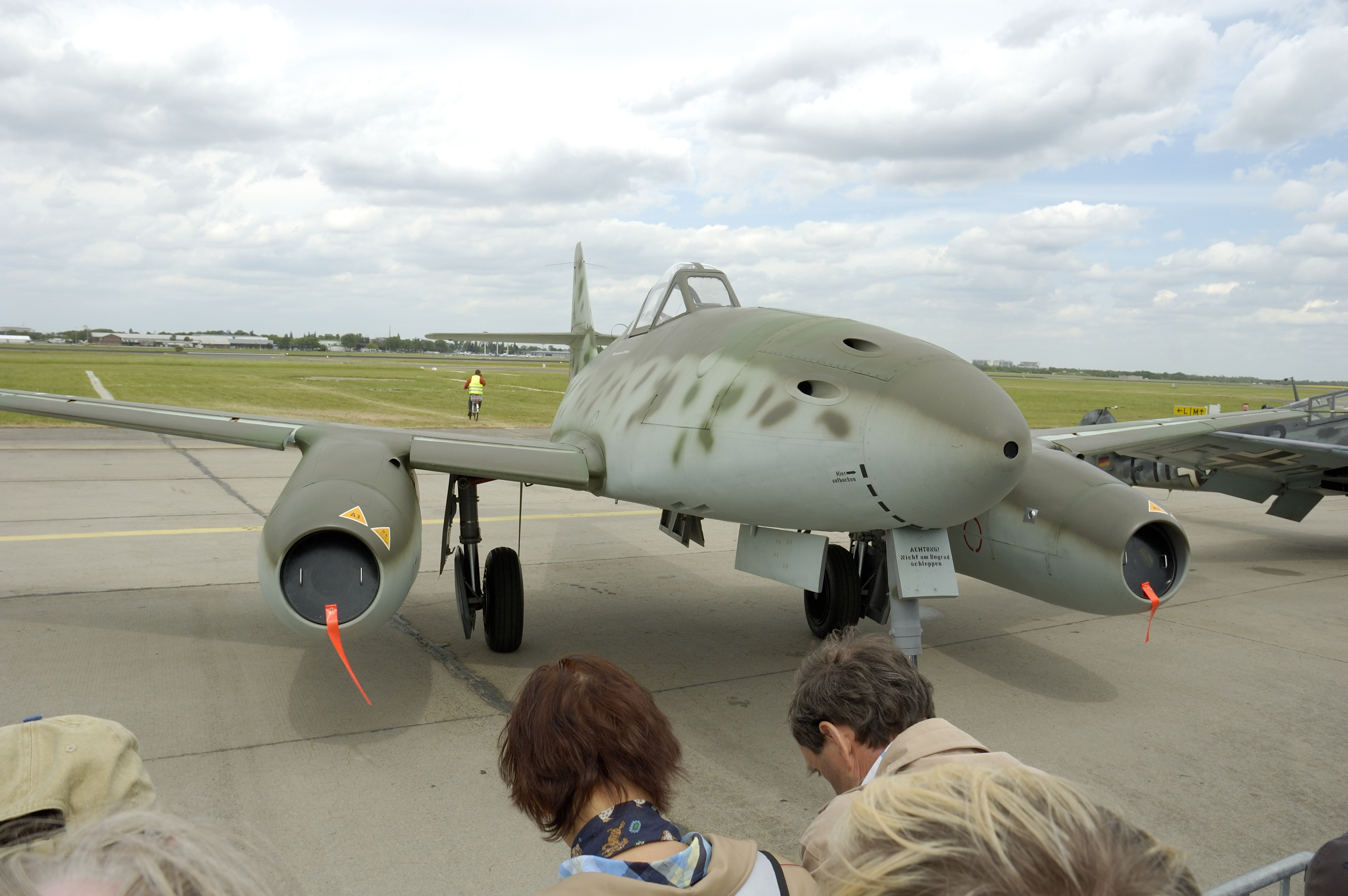
Me 262A1-a restaurado en la Exhibición Internacional Aeroespacial 2006 en Berlín.

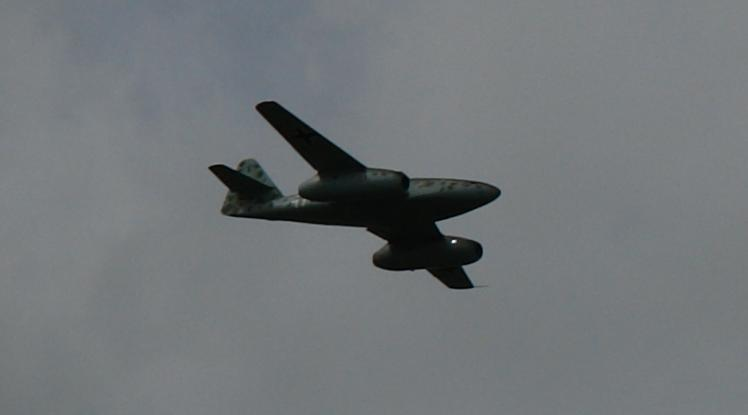
La leyenda asaltó los cielos de nuevo: Un ejemplar del Me 262A-1a restaurado en Seattle vuela en la Exhibición Aeroespacial Internacional (ILA) 2006 en Berlín.

### Supervivientes
Me 262A, W.Nr.500071 "White 3", III./JG 7
Museo de Aviación Alemana (Deutsches Museum Flugwerft), ubicado en el Deutsches Museum de Múnich. Alemania. Este avión fue pilotado por Hans-Guido Mutke, cuando era miembro del 9. Staffel/JG 7, siendo confiscado por las autorizades de Suiza el 25 de abril de 1945 cuando Mutke realizó un aterrizaje de emergencia por falta de combustible (le quedaban 80 litros y consume 35 litros por minuto).
Me 262 A-1a
Reconstrucción de algunas partes rescatadas de un accidente de un Me 262 (Incompleto). Museo Luftwaffe, Alemania.
Me 262 A-1a W.Nr.501232 "Yellow 5", 3./KG(J)6
Museo de la Fuerza Aérea de los Estados Unidos, Base de la Fuerza Aérea de Estados Unidos Wright-Patterson, Dayton, Ohio, Estados Unidos.
Me 262 A-1a/U3 W.Nr.500453
Colección Herencia Aérea (Flying Heritage Collection), Arlington, Washington
Me 262 A-1b W.Nr.500491 "Yellow 7", II./JG 7
Instituto Smithsoniano, Washington D. C., EE. UU.. Pilotado por el Oberfeldwebel Heinz Arnold.
Me 262 A-2a W.Nr.112372
Museo de la Fuerza Aérea Real de Hendon, Gran Bretaña.
Me 262 A-2a W.Nr.500200 "Black X 9K+XK", II./KG 51
Australian War Memorial, Canberra, Australia.
Me 262 B-1a/U1, W.Nr.110305 "Red 8"
Museo Nacional de Historia Militar de Sudáfrica, Johannesburgo.
Me 262 B-1a, W.Nr.110639 "White 35"
Estación Aeronaval Willow Grove, Pensilvania, Estados Unidos.
Avia S-92
Museo de Aviación Kbely, Praga, República Checa.
Avia CS-92
Museo de Aviación Kbely, Praga, República Checa.
Me 262A W.Nr.500453
Colección Herencia Aérea (Flying Heritage Collection), Seattle, Estados Unidos (se encuentra en proceso de restauración en Inglaterra)

### Restauraciones
En 1993 un grupo de entusiastas norteamericanos bajo la dirección de Classic Fighter Industries, Inc y el grupo inversionista WTMF, adquirieron cinco Me 262 de diferentes tipos en estado de abandono y se embarcaron en la tarea de su reconstrucción. Dos de ellos se encuentran ya terminados y en condiciones de volar. El 19 de mayo de 2006, un Me 262A-1a restaurado voló en la Exhibición Aeroespacial Internacional (ILA) 2006 en Berlín, presentando un cambio significativo en sus motores, siendo instalados los más ligeros y fiables General Electric CJ-610 en reemplazo de los menos fiables Junkers Jumo 004B-1 originales.

## Especificaciones (Me 262 A-1a)
Referencia datos: NASA, Documentos originales de Messerschmitt.

### Características generales
- Tripulación: 1 piloto (2 en la versión de entrenamiento y caza nocturno)
- Longitud: 10,6 m
- Envergadura: 12,6 m
- Altura: 3,5 m
- Superficie alar: 21.7 m²
- Peso vacío: 3.995 kg
- Peso cargado: 6.473 kg
- Peso máximo al despegue: 7.130 kg
- Planta motriz: 2× turborreactores Junkers Jumo 004 B.
  - Empuje normal: 8,9 kN (1984 lbf) de empuje cada uno.

### Rendimiento
- Velocidad máxima operativa (Vno): 871 km/h
- Alcance: 1050 km (567 nmi; 652 mi)
- Radio de acción: km
- Alcance en combate: km
- Alcance en ferry: km
- Techo de vuelo: 11 450 m (37 566 ft)
- Régimen de ascenso: 20 m/s (3937 ft/min) con un peso máximo de 7.130 kg
- Empuje/peso: 0.43

### Armamento
- Cañones: 4× MK 108 de calibre 30 mm
- Bombas: 2× bombas de 250 kg o 500 kg (versión A-2a)
- Cohetes: 24× cohetes R4M de 55 mm

### Aeronaves similares
- Gloster Meteor
- Bell P-59 Airacomet
- Lockheed P-80 Shooting Star
- Nakajima J9Y
- Nakajima Ki-201
- Sukhoi Su-9 (1946)

### Secuencias de designación
- Sistema de designación aeronaves del RLM: ← Sk 257 ·· Fw 261 · Me 261 · Me 262 · Me 263 · Me 264 · Fl 265 →

### Listas relacionadas
- Anexo:Cazas de la Segunda Guerra Mundial
- Anexo:Aeronaves militares de Alemania en la Segunda Guerra Mundial